# Contos de Verão
Contos de Verão (en español, Cuentos de Verano) es una miniserie brasileña producida y emitida por Rede Globo de 20 de abril de 1993 à 14 de mayo de 1993 en 16 capítulos. Escrito por Domingos de Oliveira, en colaboración con Priscilla Rozembaum, Clarice Niskier, Patricia Perrone, Lenita Plonczinski y Samantha Mattos, el guion final por Roberto Farias y Sérgio Marques, la dirección general de Roberto Farias, dirigida por Mauro Farias y Lui Farias.

## Enredo
Contos de Verão muestra los conflictos de Cabral, un escritor que narra un amor de verano asuntos en Búzios, Río de Janeiro. Se refugia en el vestuario en escribir una miniserie para la televisión, compuesto por dieciséis cuentos. En los episodios, Cabral narra su propia vida.
Él está involucrado con Glorinha, veinte años más joven, lleno de vida y proyectos, entre ellos, tener un hijo. Sin embargo, Cabral tiene 50 años, cinco matrimonios rotos y una hija, Samantha, una joven actriz se reunió y pidió. En Búzios, Samantha encuentra a su primer novio, Daniel, y la pasión entre los dos vuelve a nacer. Pero el muchacho, un estudiante de medicina, se dedica a Marta, y se debate entre dos chicas.

## Elenco
| Actor                | Personaje     |
| -------------------- | ------------- |
| Reginaldo Faria      | Cabral        |
| Nuno Leal Maia       | Ary           |
| Vera Zimmerman       | Glorinha      |
| Bia Seidl            | Renata        |
| Antônio Calloni      | Thales        |
| Yara Lins            | Dona Mariana  |
| Nelson Dantas        | Henrique      |
| Ana Kutner           | Samanta       |
| Rubens Caribé        | Daniel        |
| Paula Newlands       | Marta         |
| Othon Bastos         | Chico         |
| Priscila Rozembaum   | Rosane "Rosa" |
| Roberto Bomtempo     | Juvenal       |
| Rodrigo Penna        | Ângelo        |
| Guga Coelho          | Narciso       |
| Marcos Breda         | Luiz          |
| Ângelo Paes Leme     | Mário         |
| Danni Carlos         | Fernanda      |
| José Lewgoy          | Seu Augusto   |
| Domingos de Oliveira | Jonas         |
| Maitê Proença        | Pâmela        |
| Jece Valadão         | Godofredo     |
| Imara Reis           |               |
| Deborah Secco        | Fabíola       |